# Клермонт (Северна Каролина)
Клермонт (енгл. Claremont) град је у америчкој савезној држави Северна Каролина.

## Демографија
По попису из 2010. године број становника је 1.352, што је 314 (30,3%) становника више него 2000. године.
| Група             | 2000.       | 2010.         |
| Белци             | 969 (93,4%) | 1.241 (91,8%) |
| Афроамериканци    | 23 (2,2%)   | 25 (1,8%)     |
| Азијати           | 9 (0,9%)    | 16 (1,2%)     |
| Хиспаноамериканци | 31 (3,0%)   | 48 (3,6%)     |
| Укупно            | 1.038       | 1.352         |